# Faouzi Mansouri
Faouzi Mansouri (in arabo فوزي منصوري‎?; Menzel, 17 gennaio 1956 – 18 maggio 2022) è stato un calciatore algerino, di ruolo difensore.